# Carol Gattaz
Pour les articles homonymes, voir Gattaz.
Carol Gattaz est une joueuse brésilienne de volley-ball née le 27 juillet 1981 à São José do Rio Preto (São Paulo). Elle mesure 1,92 m et joue au poste de centrale. Elle totalise 35 sélections en équipe du Brésil.

## Biographie
Lesbienne, elle est en couple avec une autre joueuse, Ariele Ferreira. Toutes deux ont plusieurs fois pris position pour défendre les droits des personnes LGBT au Brésil.

## Clubs
| Club                       | De        | À         |
| -------------------------- | --------- | --------- |
| Automóvel Clube            | 1995-1996 | 1996-1997 |
| São Caetano E.C.           | 1998-1999 | 1999-2000 |
| Rio de Janeiro Volêi Clube | 2000-2001 | 2000-2001 |
| São Caetano E.C.           | 2001-2002 | 2003-2004 |
| Grêmio de Vôlei Osasco     | 2004-2005 | 2006-2007 |
| Giannino Pieralisi Volley  | 2007-2008 | 2007-2008 |
| Rio de Janeiro Volêi Clube | 2008-2009 | 2010-2011 |
| Vôlei Futuro               | 2011-2012 | 2011-2012 |
| İqtisadçı VK               | 2012-2012 | 2012-2012 |
| Campinas Voleibol Clube    | 2013-2014 | 2013-2014 |
| Minas Tênis Clube          | 2014-2015 | …         |

## Palmarès

### Équipe nationale
- Championnat du monde
  - Finaliste : 2006, 2010.
- Coupe du monde
  - Finaliste: 2007.
- Grand Prix mondial
  - Vainqueur : 2004, 2005, 2006, 2008, 2009.
- World Grand Champions Cup
  - Vainqueur : 2005, 2013.
  - Finaliste : 2009.
- Championnat d'Amérique du Sud
  - Vainqueur : 2003, 2005, 2007, 2009.
- Coupe panaméricaine
  - Vainqueur : 2006, 2009.
- Championnat d'Amérique du Sud  des moins de 20 ans
  - Vainqueur : 1998.
- Championnat du monde des moins de 20 ans
  - Finaliste : 1999.

### Clubs
- Championnat du monde des clubs
  - Finaliste : 2018.
- Championnat sud-américain des clubs
  - Vainqueur : 2018, 2019, 2020.
  - Finaliste : 2009.
- Championnat du Brésil
  - Vainqueur : 2005, 2009, 2011, 2019.
- Coupe du Brésil
  - Vainqueur : 2019.
  - Finaliste : 2017.
- Supercoupe du Brésil
  - Finaliste : 2017, 2019.

### Distinctions individuelles
- Championnat d'Amérique du Sud féminin de volley-ball des moins de 20 ans 1998: Meilleure contreuse.
- Championnat d'Amérique du Sud de volley-ball féminin 2005: Meilleure contreuse.
- Championnat sud-américain des clubs de volley-ball féminin 2009: Meilleure contreuse.
- Championnat d'Amérique du Sud de volley-ball féminin 2009: Meilleure contreuse.
- Championnat sud-américain des clubs de volley-ball féminin 2018: MVP[2].
- Championnat sud-américain des clubs de volley-ball féminin 2020: Meilleure centrale[3].